# Lubań (comune rurale)
Lubań è un comune rurale polacco del distretto di Lubań, nel voivodato della Bassa Slesia.
Ricopre una superficie di 142,15 km² e nel 2004 contava 6 501 abitanti.
Il capoluogo è Lubań, che non fa parte del territorio ma costituisce un comune a sé.